# جولي باريش
جولي باريش (بالإنجليزية: Julie Parrish)‏ هي مغنية وممثلة أمريكية، ولدت في 21 أكتوبر 1940 في ميدلسبورو في الولايات المتحدة، وتوفيت في 1 أكتوبر 2003 في لوس أنجلوس في الولايات المتحدة بسبب سرطان المبيض.

## وصلات خارجية
- الموقع الرسمي
- جولي باريش على موقع IMDb (الإنجليزية)
- جولي باريش على موقع ميوزك برينز (الإنجليزية)
- جولي باريش على موقع قاعدة بيانات الفيلم (الإنجليزية)